# 卡迈什瓦尔·C·瓦利
卡迈什瓦尔·C·瓦利（英語：Kameshwar C. Wali，1927年10月15日—2022年01月14日）是一位美国理论物理学家
雪城大學榮譽退休教授，主要研究方向为高能物理学，特别是基本粒子的对称性和动力学。同时他也是一位科学史作家，作品有《孤独的科学之路——钱德拉塞卡传》（Chandra: A Biography of S. Chandrasekhar）等。